# インフリット・ハリンハ
インフリット・ハリンハ（Ingrid Haringa、女性、1964年7月11日 - ）は、オランダ、フェルセン出身の元自転車競技選手、元スピードスケート選手。

## 来歴
警察官から転身した経歴を持つ。
1987年
- オランダスピードスケート選手権
  - 500m 優勝

1988年
- カルガリーオリンピック
  - 500m 15位
  - 1000m 21位
- オランダスピードスケート選手権
  - 500m 優勝
  - 1000m 優勝

1989年
- オランダスピードスケート選手権
  - 1000m 優勝
- 世界スプリントスピードスケート選手権大会で4位に入ったことを契機に、スピードスケートに区切りをつけ、その後、自転車競技に本格的に取り組むようになった。

1990年
- パリ〜ブールジュ 総合優勝

1991年
- トラックレース世界選手権
  -  ポイントレース 優勝
  -  スプリント 優勝
- オランダ選手権
  - スプリント 優勝
  - 個人ロードレース 優勝

1992年
- トラックレース世界選手権
  -  ポイントレース 優勝
- バルセロナオリンピック
  -  ポイントレース 3位
- オランダ選手権
  - スプリント 優勝
  - ポイントレース 優勝

1993年
- トラックレース世界選手権
  -  ポイントレース 優勝
  - スプリント 2位
- オランダ選手権
  - ポイントレース 優勝

1994年
- トラックレース世界選手権
  -  ポイントレース 優勝
- オランダ選手権
  - スプリント 優勝
  - ポイントレース 優勝

1995年
- オランダ選手権
  - スプリント 優勝
  - ポイントレース 優勝
  - 500m 優勝

1996年
- オランダ選手権
  - スプリント 優勝
  - ポイントレース 優勝
  - 500m 優勝
  - 個人追抜 優勝
- アトランタオリンピック
  -  ポイントレース 2位
  -  スプリント 3位

1997年
- オランダ選手権
  - スプリント 優勝
  - ポイントレース 優勝
  - 500m 優勝
- 同年限りで引退。

1998年より、スピードスケートのコーチに転身。
2001年、現役復帰。
- オランダ選手権
  - スプリント 優勝